# 罗健夫
罗健夫（1935年—1982年），男，湖南湘乡人，中国工程师，中国航天工业部骊山微电子公司工程师，全国劳动模范。